# Бар, Авиноам Нома
Авиноам Нома Бар (род. в 1973 году) — родившийся в Израиле графический дизайнер, иллюстратор и художник. Его работы публикуются в газетах, журналах, на обложках книг, в рекламных кампаниях и его собственных книгах.
Бар опубликовал более 550 иллюстраций, которые были использованы в Гардиан, Нью-Йорк Таймс, Time Out, The Observer, The Economist и Wallpaper; для обложек книг Дона Делилло и Харуки Мураками; рекламных кампаний Google, Sony и Nike; на более шестидесяти обложках журналов. Он выпустил три книги о своей работе: Угадай, кто?: Многоликий Нома Бар (2008), Негативное пространство (2009), и Горько-сладкий (2017).
Бар выиграл престижную профессиональную премию D&AD (номинация «Желтый карандаш») в 2012 за серию обложек для книги Дона Делилло, созданного с Лондонской дизайн-студией «It’s Nice That». В 2014 году он проиллюстрировал Новый путь читать по-китайски (Chineasy: The New Way to Read Chinese) на Shaolan Сюэ, книга о визуальном методе изучения китайского языка.

## Публикации

### Публикации Бара
- Угадай, Кто?: Многоликий Нома Бар. Бруклин, Нью-Йорк: Марк Батти, 2008. ISBN 978-0977985074. Со вступительной статьей Стивена Хеллера.
- Негативное Пространство. Бруклин, Нью-Йорк: Марк Батти 2009. ISBN 978-0981780559.
- Горько-сладкий (Ограниченный Выпуск). Лондон: Темза & Гудзон, 2017. ISBN 978-0500094006. 5 томов. Тиражом в 1000 экземпляров. Ретроспектива.

### Публикации с участием Бара
- Chineasy: The New Way to Read Chinese. Лондон: Темза & Гудзон, 2014. По Shaolan Hsueh. ISBN 978-0500650288.

## Выставки
- Горький/сладкий, КК Outlet, Лондон, 2010. Бар «превратил плоские иллюстрации в различные объекты, такие как объемная резьба по дереву, инсталляции, шелкографические и световые короба».[8]
- Вырежьте это, галерея Outline Editions, часть лондонского фестиваля дизайна, Лондон, 2011.[9][10][11]
- Вырежьте конфликт, галерея Rook & Raven, Лондон, 2013.[12][13]
- Посмотрите, Нома Бар, галерея L’imprimerie, Париж, 2014. Произведения искусства и скульптуры.[14]

## Награды
- 2010: «Деревянный карандаш», D&AD, профессиональные награды, иллюстрации: дизайн книги «Негативное пространство».[15]
- 2011: номинация на графическую премию музея дизайна в 2012 году за выставку «Вырежьте это».[16][17]
- 2012: «Желтый карандаш», D&AD, профессиональные награды, дизайн книги: обложки для романа Дона Делилло.[18]